# Oz (album)
Oz è il quarto album in studio della cantautrice australiana Missy Higgins, pubblicato nel 2014. Si tratta di un disco di cover.

## Tracce
1. You Only Hide (Something for Kate cover) – 2:44
2. Old Fitzroy (Dan Sultan cover) – 3:59
3. NYE (Perry Keyes cover) – 3:55
4. Shark Fin Blues (The Drones cover) – 5:16
5. Was There Anything I Could Do? (The Go-Betweens cover) – 2:52
6. Back to the Wall (Divinyls cover) – 3:53
7. Don't Believe Anymore (Icehouse cover) – 2:52
8. The Biggest Disappointment (con Dan Sultan) (Slim Dusty cover) – 3:01
9. Everybody Wants to Touch Me (Paul Kelly cover) – 3:06
10. Curse on You (The Blackeyed Susans cover) – 3:04
11. No Secrets (The Angels cover) – 3:00
12. Before Too Long (con Amanda Palmer) (Paul Kelly cover) – 4:21
13. Blackfella/Whitefella (con Crystal Itjuwalyi Butcher) (Warumpi Band cover) – 4:11
14. Calm and Crystal Clear (Neil Murray cover) – 3:43
15. The Way You Are Tonight (Don Walker cover) – 5:02